# Isover
Saint Gobain Isover est une entreprise, branche isolation du groupe Saint-Gobain. Cette branche fait partie du pôle « Produits pour la construction » qui rassemble différentes activités.

## Caractéristiques générales
Les solutions isolantes développées par Saint-Gobain Isover sont vendues sous la marque Certainteed en Amérique du Nord et sous la marque Isover dans le reste du monde.
En 2015, le groupe employait 9.412 collaborateurs répartis dans 39 pays.

## Histoire

Ancien logo.

Elle fabrique depuis 1936 la laine de verre, la laine de roche.
En 2018, Isover met en avant ses solutions « Isophonic » et lance le "GR30" pour le marché de l’isolation des murs par l’intérieur. Ce produit 2-en-1 offre un gain de surface habitable à R équivalent et permet une mise en œuvre plus efficace. La même année, Isover met en place une filière de recyclage de la laine de verre.

## Implantation
Quatre usines sont implantées en France dont trois dédiées à la laine de verre et une à la laine de roche :
- Eurocoustic à Genouillac (Creuse). Fabrication de la laine de roche.
- Isover à Orange (Vaucluse), Chemillé (Maine-et-Loire) et Chalon-sur-Saône (Saône-et-Loire). Fabrication de laine de verre.